# Marius Friman Bøckman
Marius Friman Dahl Bøckman, född 23 augusti 1846 i Håland, död 1 december 1928, var en norsk läkare. Han var bror till biskop Wilhelm Bøckman.
Bøckman blev student 1864 och candidatus medicinæ 1871. Han bosatte sig 1875 i Trondheim och var 1890–1919 stadsfysikus där och från 1895 tillika ordförande i kontrollkommissionen för landets kriminalasyl. Åren 1892–94 var han en av Trondheims representanter på Stortinget och under samma år tillika den norske Lægeforenings president.

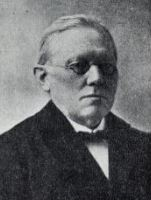
Marius Friman Bøckman.

## Fotnoter
1. ↑  Tallak Lindstøl, Stortinget og statsraadet: 1814–1914. B. 1 D. 1 : Biografier A-K, 1914, s. 154, läs online.[källa från Wikidata]
2. 1 2  Ministerialbok for Håland prestegjeld, Sola, Madla sokn 1842–1853 (1124P) (på norskt bokmål), Digitalarkivet, läs online, läst: 20 juli 2023.[källa från Wikidata]
3. ↑  Vilhelm Haffner, Stortinget og statsrådet : 1915–1945. B. 1 : Biografier : med tillegg til Tallak Lindstøl: Stortinget og Statsraadet 1814–1914, 1949, s. 13, läs online.[källa från Wikidata]
4. 1 2  Dødsfall i Trondheim 1908–1930 (på norskt bokmål), Digitalarkivet, läs online, läst: 20 juli 2023.[källa från Wikidata]
5. ↑  Tallak Lindstøl, Stortinget og statsraadet: 1814-1914. B. 2 D. 2 : De enkelte storting og statsraader 1886-1914, 1915, s. 505, läs online.[källa från Wikidata]